# Либурна
Либурна је назив за малу и покретљиву римску галију. Име јој долази од илирског племена Либурна од којих су Римљани преузели дизајн.
Либурна је у историју ушла захваљујући успјешној примени у бици код Акција године 31. п. н. е. када је флота Октавијана Августа потукла флоту Антонија и Клеопатре опремљене већим, али слабије покретљивим галијама. Такође је позната и по томе што су је први користили Илирски гусари, и њима нападали Римске бродове који су пловили Јадранским и Јонским морем. Римљани су безуспешно покушали да преговарају са краљицом Теутом, и због тога је избио Први илирски рат од 229. до 228. године пре нове ере. Римљани су брзо добили тај рат, и један од услова је био да Илирски бродови не смеју да плове јужније од данашњег града Љеша.